# Friedrich Frankenbach
Friedrich Wilhelm Frankenbach (* 12. Mai 1884 in Liegnitz, Niederschlesien; † 1942) war ein deutscher Verwaltungsjurist.

## Leben
Frankenbach studierte an der Ludwig-Maximilians-Universität München Rechtswissenschaft. 1903 wurde er im Corps Isaria aktiv. Nach der Promotion zum Dr. iur. ging er 1910 als Regierungsassessor nach Marienwerder. 1915 wurde er Verwalter des Landratsamts Schwetz. 1919 ging er als Regierungsrat nach Stettin.
Unter Leitung des Osteroder Bürgermeisters Christian Herbst wurde im  Juni 1920 in Berlin ein vom Freistaat Preußen unterhaltenes »Ostpreußisches Büro« eingerichtet. Ende 1921 erhielt es unter Frankenbach die offizielle Bezeichnung »Ostpreußische Vertretung beim Reichs- und Staatsministerium«. Diese Dienststelle ermöglichte es dem Oberpräsidenten der Provinz Ostpreußen, alle Entscheidungen zu beeinflussen, die die Zusammenarbeit zwischen Königsberg und Berlin betrafen. 1930 wurden diese Vertretung aufgelöst und ihre Aufgaben weitgehend dem Reichskommissar für die Osthilfe (1931/32) zugewiesen. Als Oberregierungsrat wurde Frankenbach 1923, im Chaosjahr der Weimarer Republik, Leiter der Ostpreußenstelle. Seit 1926 im Preußischen Innenministerium, wurde er Präsidiumsmitglied des Wirtschaftsinstituts für Russland und die Oststaaten. Seit 1928 Ministerialrat im Preußischen Staatsministerium, wurde er Leiter der Landstelle (Osthilfe) in  Berlin. Zwei Jahre später wechselte er in gleicher Funktion an die Landstelle Schneidemühl. 1934 ernannte man ihn zum Oberverwaltungsgerichtsrat. 1942 kam er ins Reichsinnenministerium. Im selben Jahr starb er mit 58 Jahren.